# Dai Guohong
Dai Guohong (Liaoyang, República Popular China, 3 de septiembre de 1977) es una nadadora china retirada especializada en pruebas de cuatro estilos, donde consiguió ser campeona mundial en 1994 en los 400 metros estilos.

## Carrera deportiva
En el Campeonato Mundial de Natación de 1994 celebrado en Roma, ganó la medalla de oro en los 400 metros estilos, con un tiempo de 4:39.14 segundos, por delante de las nadadoras estadounidenses Allison Wagner  (plata con 4:39.98 segundos) y Kristine Quance  (bronce con 4:42.71 segundos).